# 格氏鋸鱗鱸
格氏鋸鱗鱸，為輻鰭魚綱鱸形目鱸亞目鋸鱗鱸科的其中一種，分布於亞洲印尼蘇門答臘、婆羅洲、邦加、勿里洞淡水流域，本魚體粗短，體色以褐色至灰色，體側約有5-6條深色橫條紋，體長可達18.4公分，棲息在低地的溪流或水塘，生活習性不明，可做為觀賞魚。

## 擴展閱讀
維基物種上的相關：格氏鋸鱗鱸